# Franz Drappier
Franz Drappier (Charleroi, 11 juni 1948 - Parijs, 8 januari 2003) was een Belgische striptekenaar. Zijn werk omvatte een scala aan stijlen en genres, maar hij is vooral bekend geworden door zijn historische strips, waarin hij vaak elementen van avontuur en drama wist samen te voegen.

## Biografie
Franz Drappier begon al jong met tekenen. Hij doorliep de kunstacademie Institut Saint-Luc te Mons. In 1967 verscheen zijn eerste stripverhaal in het stripweekblad Kuifje op een scenario van Yves Duval; al gauw volgden er meer.
Drappier staat bekend als een productief striptekenaar. Een groot aantal stripverhalen ontstonden aan zijn tekentafel. Hij heeft aan verschillende tekenseries gewerkt, waarvan sommige maar uit één, twee of drie delen bestaan, en soms werkte hij wel aan twee of drie series tegelijk. 
Naast tekenaar heeft hij ook aan verschillende series meegewerkt als scenarioschrijver. Zijn belangrijkste en populairste series zijn: Jugurtha, Lotusbloem, Lester Cockney en Thomas Noland.

### Tekenwerk
Drappier wordt geprezen om zijn veelzijdigheid, zowel als tekenaar als verhalenverteller. Zijn stijl is herkenbaar en werd gekenmerkt door dynamische actie, gedetailleerde achtergronden en een sterke narratieve structuur. Met zijn werken droeg hij bij aan de Vlaamse stripcultuur en zijn strips hebben een blijvende impact gehad, vooral bij fans van historische en avontuurlijke strips.
Volgens Drappier zelf is hij niet door een specifiek tekenaar beïnvloed, maar hij heeft wel altijd veel bewondering gehad voor de Amerikaanse kunstenaar Fred Harman Het werk van Drappier valt op door zijn realistische tekeningen, waarin veel actie voorkomt met bereden paarden, die getekend zijn vanuit verschillende gezichtspunten. 
Wat verder opvalt in zijn verhalen is, dat de vrouwen vaak een sterke persoonlijkheid hebben en evengoed kunnen vechten als de mannen. In zijn laatste grote serie waar hij aan werkte, "Poupée d'ivoire" (Nederlands: Lotusbloem), wordt het geweld meer expliciet in beeld gebracht.
Oorspronkelijk tekende Drappier in een drukke, humoristische stijl. Bij het overnemen van de serie Jugurtha  in 1978 van Hermann ging hij over naar een realistische manier van tekenen. Hiermee kwam zijn tekentalent nog veel beter tot zijn recht. Hij verliet de stijve bladverdeling en gooide de boel open met ruimer opgezette pagina's en een lossere manier van tekenen.

### Thema's
Drappier met zijn eigen kenmerkende stijl, biedt  realisme met een poëtische, bijna dromerige kwaliteit. Zijn werken bevatten soms een sterke emotionele lading en zijn zorgvuldig ontworpen om de kijker bij het verhaal te betrekken die meestal sterk zijn geïnspireerd door menselijke ervaringen en emoties.  Drie thema's kunnen als typisch Franz beschouwd worden; de vrouw gelijkwaardig (en in sommige opzichten beter) aan de man; de natuur die verheven is boven technische ontwikkelingen; interesse voor niet westerse culturen en de waardering van de mystiek.

### Postuum
Na zijn dood is in 2006 postuum van hem verschenen het laatste deel (nummer 9) van Lotusbloem. Dat deel was nog niet klaar toen hij in 2003 plotseling kwam te overlijden. Het is door twee andere striptekenaars, vrienden van hem, afgemaakt.

## Paarden
Naast het tekenen, waren paarden Drappiers zijn grootste passie. Tijdens zijn leven heeft hij er wel dertig gehad. Op een zeker moment beschikte hij over een kudde van wel zeventien paarden. Paarden om mee koersen, merries om mee te fokken en diverse veulens. Drappier is ook drie jaar amateur jockey geweest, maar dat bleek uiteindelijk te duur voor hem te zijn. Zijn ervaringen met de wereld van het koersen heeft hij uitgebeeld in het album Captain Tom.

## Reeksen
Jugurtha i.s.m. Jean-Luc Vernal
- De nacht van de schorpioenen, 1978
- Het eiland van de opstanding, 1979
- De oorlog van de 7 heuvels, 1979-1989
- De steppewolven, 1980
- De Chinese muur, 1980

- De rode prins, 1981
- De grote tovenaarszebra, 1982
- Makoenda, 1983
- Het vuur der herinneringen, 1983
- De gladiatoren van Marsia, 1984

- De grote voorvader, 1985
- De maanbergen, 1986
- De zwarte steen, 1991

Lester Cockney
- De dwazen van Kaboel, 1982
- En altijd kraakt de sneeuw, 1983
- Een Hongaarse in Pendjab, 1984

- "Ik wil terug naar Pecs!", 1985
- De koning der Dalmatiërs, 1987
- De gezworenen van de Donau, 1987

- De kinderhandelaars, 1993
- Oregon Trail, 2005
- Op de vuist, 2005

Lotusbloem
- Nacht vol geweld, 1988
- De bronzen klauw, 1989
- De vergeten koningin,	1990

- De scytische graftombe, 1993
- De apenkoning, 1995
- De rechter, 1998

- De lynxenhoedster, 2000
- Het roedel, 2002
- Timok Khan, 2006

## Korte reeksen
Thomas Noland i.s.m. Daniel Pecqueur
- Enkele reis naar de hel, 1984
- De laatste strohalm, 1985
- De wees van de sterren, 1987
- Gestrand in de jungle, 1989
- De meeuw, 1998

Lester Mahoney
- Irish Melody, 1994-2001
- Shamrock Song, 1996

Captain Tom
- "...Jump!", 1984

Brougue
- Goff, 1989
- Vosse, 1992
- Dakhaas, 1997

Fortuinzoekers
- Gewoon een eiland..., 2001
- In het midden van nergens..., 2002

Hannah i.s.m. Jean Annestay
- Ruiters van de dood, 1991
- Het geheim van de MacKenna's, 1992
- De weg naar de top, 1993

## Losse albums
Jockey Kris i.s.m. Yves Duval, 1973
Brussel i.s.m. Jean-Luc Vernal, 1979
De Belgische revolutie, i.s.m. Jean-Luc Vernal, 1980
Hyperion i.s.m. André-Paul Duchateau, 1981
Volbloeden i.s.m. André-Paul Duchateau, 1985
Jerry Spring i.s.m. Festin, 1991
Wyoming Doll, 1999
Kaliber 38, 1991
De laatste soera, i.s.m. Frank Giroud, 2003
- Biblioteca Nacional de España: XX932799
- Bibliothèque nationale de France: cb11903475k (data)
- Gemeinsame Normdatei: 115281274
- International Standard Name Identifier: 0000 0001 2024 8597
- Library of Congress Control Number: no2017078020
- Nederlandse Thesaurus van Auteursnamen: 320585255
- RKD-Nederlands Instituut voor Kunstgeschiedenis: 319273
- Système universitaire de documentation: 026873613
- Virtual International Authority File: 264270774
- WorldCat: E39PBJjtcKxt69jDt6YxC8MdcP